# Orsodacne
Az Orsodacne egy nem a barkabogárfélék családjában, melynek jelenleg 9 faja ismeretes, melyek közül 2 (csupasz barkabogár, selymes barkabogár) fordul elő Magyarországon. A nem fajai szinte az egész Földön elterjedtek, élnek fajok Európában, Ázsiában, valamint Észak- és Dél-Amerikában. A hazai fajok erdőszegélyeken a cserjésekben, gyümölcsösökben fordulnak elő, mindenfelé elterjedtek. A bogarak kora tavasszal jelennek meg és a növények leveleit, virágjait rágják. Leginkább a rózsafélék Prunus-, Sorbus-, Crataegus- és Pyrus-fajokat látogatnak. Lárváik lábatlanok, a talajban fejlődnek.

## Fajok
- Orsodacne atra (Knoch in Ahrens, 1810)
- csupasz barkabogár (Orsodacne cerasi) (Linnaeus 1758)
- Orsodacne chlorotica (Latreille, 1804)
- Orsodacne humeralis (Latreille, 1804)
- Orsodacne kurosawai Chujo, 1949
- selymes barkabogár (Orsodacne lineola) (Panzer 1795)
- Orsodacne nigriceps (Latreille, 1807)
- Orsodacne ruficollis Fabricius
- Orsodacne variabilis Baly, 1877